# امیل وویت (ژیمناست)
امیل وویت (انگلیسی: Emil Voigt; ۱۵ دسامبر ۱۸۷۹ – ۲۶ فوریهٔ ۱۹۴۶) ژیمناست هنری اهل ایالات متحده آمریکا بود.